# Euphorbia erlangeri
Euphorbia erlangeri ist eine Pflanzenart aus der Gattung Wolfsmilch (Euphorbia) in der Familie der Wolfsmilchgewächse (Euphorbiaceae).

## Beschreibung
Die sukkulente Euphorbia erlangeri bildet wenig verzweigte Sträucher bis 3 Meter Wuchshöhe die spreizklimmend sind. Aus einer knolligen Wurzel entwickeln sich stielrunde Triebe, die bis 1 Zentimeter dick werden und bis zu sechs Rippen ausbilden können. An den Rippen befinden sich keine Zähne. Die mehr oder weniger purpurbraunen Dornschildchen werden bis 3 Zentimeter lang und verwachsen miteinander zu 1 bis 3 Millimeter breiten Streifen. Diese sind durch bis 1 Millimeter breite Furchen voneinander getrennt. Es werden zurückgebogenen und bis 4 Millimeter lange Dornen ausgebildet.
Der Blütenstand besteht aus einfachen und einzelnen Cymen, die nahezu sitzend sind. Die Cyathien erreichen einen Durchmesser von 4 Millimeter. Am zentralen Cyathium werden vier und an den anderen Cyathien jeweils fünf Nektardrüsen ausgebildet. Diese sind rechteckig, bräunlich gefärbt und stoßen aneinander. Die stumpf gelappte Frucht wird etwa 2,5 Millimeter lang und 3,5 Millimeter breit. Der nahezu kugelförmige Samen wird 1,5 Millimeter groß und ist mit Warzen besetzt.

## Verbreitung und Systematik
Euphorbia erlangeri ist im Süden von Somalia und im Nordosten von Kenia auf Kalkgesteinsböden mit lockerem Akaziengebüsch in Höhenlagen von 20 bis 650 Meter verbreitet.
Die Erstbeschreibung der Art erfolgte 1903 durch Ferdinand Albin Pax.